# Gameta

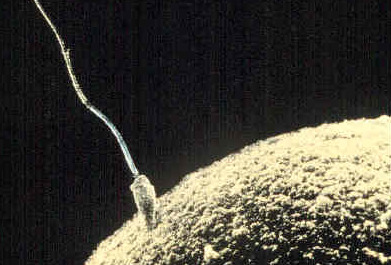
Plemnik i komórka jajowa u człowieka (tuż przed zapłodnieniem)

Gameta (komórka płciowa, komórka rozrodcza) – komórka służąca do rozmnażania płciowego.
Gameta u zwierząt powstaje na drodze mejozy (wyjątkowo na drodze mitozy u haploidalnych samców pszczół) w gametogenezie z gametocytów. Może uczestniczyć w procesie zapłodnienia, łącząc się z gametą innej płci i tworząc zygotę.
Gamety mogą:
- różnić się informacją genetyczną, ale nie różnić się morfologicznie – mówimy wtedy o izogamii i oznaczamy komórki jako: "+" i "-";
- różnić się wielkością (ze względu na ilość materiału zapasowego), ale nie różnić się zdolnością do ruchu – mówimy wtedy o anizogamii i oznaczamy gamety jako męską (mniejsza) i żeńską (większa), odpowiednio mikrogameta i makrogameta[5];
- różnić się zdolnością do ruchu. Wyróżniamy wówczas dwa typy gametogamii[6]:
  - planogamia – gdy gamety są ruchome. Gametę ruchomą nazywamy plemnikiem, nieruchomą – komórką jajową,
  - aplanogamii – gdy gamety są nieruchome.

Gdy gamety są ruchome, a równocześnie jedna z nich (komórka jajowa) jest dużo większa i nieruchoma, a druga (plemnik) – dużo mniejsza i ruchoma, wówczas mówimy o oogamii.
Niekiedy anizogamię i oogamię traktuje się łącznie i nazywa heterogamią. U nagonasiennych i okrytonasiennych mówi się o komórce plemnikowej. Gameta człowieka zawiera: 22 autosomy (chromosomy somalne) i 1 allosom (chromosom płci).